# ロバート・カーソン (脚本家)
ロバート・カーソン（Robert Carson, 1909年10月6日 - 1983年1月19日）は、アメリカ合衆国の映画およびテレビの脚本家、小説家である。『スタア誕生』で第10回アカデミー賞原案賞を獲得した。妻は元子役のメアリー・ジェーン・アーヴィングである。

## 主なフィルモグラフィ
- スタア誕生 A Star Is Born (1937) 原案・脚本
- 最後のギャング The Last Gangster (1937) 原案
- 翼の人々 Men with Wings (1938) 脚本
- ボー・ジェスト Beau Geste (1939) 脚本
- 消えゆく灯 The Light That Failed (1939) 脚本
- 西部魂 Western Union (1941) 脚本
- 無頼漢 The Desperadoes (1943) 脚本
- 恋人よ、いま一度 Once More, My Darling (1949) 原作・脚本
- Just for You (1952) 脚本
- 歓びの街角 Bundle of Joy (1956) 脚本

## ビブリオグラフィ
- The Revels Are Ended (1936)[2]
- "Aloha Means Goodbye" (1941) 『サタデー・イブニング・ポスト』紙で連載された日本の真珠湾攻撃を題材とした小説。実際に真珠湾攻撃が起こる6ヶ月前に掲載された。映画『パナマの死角』の原作である。
- Stranger in Our Midst (1947)[3]
- The Magic Lantern (1952)
- The Quality of Mercy (1954)[4]
- Love Affair (1958)
- My Hero[5] (1961)
- An End to Comedy (1963)[6]
- The Outsiders (1966)[7]
- Jellybean (1974) 南北戦争時代の西部劇。ISBN 0-316-13026-5

## 受賞とノミネート
| 賞           | 年   | 部門   | 作品名     | 結果       |
| ------------ | ---- | ------ | ---------- | ---------- |
| アカデミー賞 | 1937 | 脚色賞 | スタア誕生 | ノミネート |
| アカデミー賞 | 1937 | 原案賞 | スタア誕生 | 受賞       |